# سن-ژرمن-دو-گرانتام، کبک
سن-ژرمن-دو-گرانتام (به فرانسوی: Saint-Germain-de-Grantham) شهری در منطقه شهری درومون ناحیه سانتر-دو-کبک در استان کبک کانادا است. در سرشماری سال ۲۰۱۱ این شهر ۳٬۹۲۰ نفر جمعیت داشته‌است و مساحت آن ۸۶٫۲۹ کیلومتر مربع است.